# Сегда, Дорота
Дорота Сегда (пол. Dorota Jolanta Segda; род. 1966) — польская актриса театра и кино, а также педагог — профессор искусства и ректор краковской Академии театральных искусств имени Станислава Выспяньского.

## Биография
Родилась 12 февраля 1966 года. Внучка Владислава Сегды — польского фехтовальщика, призёра Олимпийских игр и чемпионатов мира.
Окончила в Кракове среднюю школу короля Яна III Собеского и Академию Людвика Сольского. С 1987 года — актриса Старого театра в Кракове. Также работала в варшавском Национальном театре.
Она была дважды лауреатом премии, присуждаемой редакцией польского театрального журнала «Театр»: в сезоне 1992/1993 за роль Саломеи в Śnie srebrnym Salomei и в сезоне 1996/1997 за роль Маргариты в «Фаусте».
Также снималась в кино и на телевидении, дебютировав в 1989 году в главной роли в венгерском фильме Ильдико Эньеди «Мой XX век».
С 2001 года замужем за композитором Станиславом Радваном.
Награждена золотой и серебряной медалями «За заслуги в культуре Gloria Artis», а также Наградой города Кракова.

## Фильмография
- 1989 — Мой XX век — близнецы Дора и Лили (а также их мать)
- 1989 — Ostatni Prom — Kasia Trelkowska
- 1991 — Panny i wdowy — Mania Lechicka (сер. 1)
- 1994 — Faustyna — siostra Faustyna
- 1995 — Папа — Эва
- 1996 — Tajemnica Sagali — Weronika Kowal (сер. 12 и 13)
- 1998 — Gwiezdny Pirat — mama Krzesimira (сер. 1)
- 1999—2005 — В добре и в зле — директор больницы Агата Квечинска
- 2003 — Show — Dorota
- 2008—2012 — Barwy szczęścia — Danuta, mama Klary
- 2009 — Naznaczony — Ewa Kuklińska, trenerka Izy (сер. 8)
- 2010 — Usta usta – Ewa Kalwos, szefowa Krzysztofa
- 2010—2011 — Ludzie Chudego — Mariola „Lola” Chudziszewska
- 2011 — Ojciec Mateusz — pisarka Ewelina Linde (сер. 59)
- 2011, 2016 — Ranczo — Grażyna, matka Kingi
- 2014 — Комиссар Алекс — Dorota Wirska (сер. 73)
- 2015 — Kobieta w lustrze — Zofia
- 2015 — Aż po sufit! — Tamara Majer, matka Natalii